# 脫衣遊戲

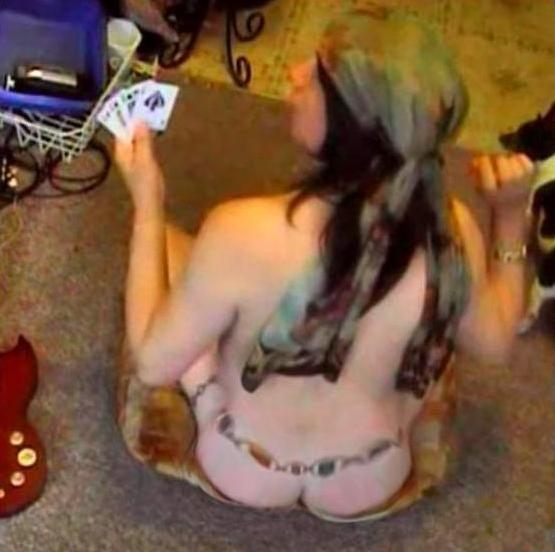
一名男子正在遊玩脫衣遊戲

脫衣遊戲是以脫去衣服或飾物作為內容或是機制的遊戲。脫衣服可能是用來計分，或是作為遊戲中輸了的人的處罰。有些脫衣遊戲是被性化的，最終會將衣服全部脫下，類似脫衣舞的情形。也有些是用脫衣服帶來不便及娛樂的效果。
許多圖版遊戲、卡片遊戲及運動都可以修改為輸了的人要脫衣的版本，例如脫衣撲克、脫衣麻將就是撲克及麻將的脫衣版本。不過也有些脫衣遊戲是獨立發展的，沒有未脫衣的對應版本。
脫衣遊戲可以由同性之間進行，也可以在異性之間進行，可以用來製造有趣好玩的氣氛，不過也可能帶有情色的意味。脫衣遊戲也可能有脫衣以外的情節（例如真心话大冒险之類的內容）。一般來說，脫衣遊戲是在一群同意進行這類遊戲的成年人中間，營造好玩的氣氛。
脫衣遊戲有些類似飲酒遊戲（輸了的人要以喝一定份量的酒作為處罰）。

## 法律問題
依照遊戲所在的司法管轄權，以及遊戲內容的差異，脫衣遊戲可能會受到各國有關服裝的法律（或是裸體的法律）、賭博法律，或是有關性的法律的約束。另外，用言語脅迫他人參與脫衣遊戲常會視為是一種性骚扰。
2013年時，脫衣的体育赌博已在美國出現，是用線上的網路直播進行，由模特兒以及色情明星在網路上賭美式足球的結果，由輸的人脫衣。